# Meconopsis betonicifolia
Meconopsis betonicifolia är en vallmoväxtart som beskrevs av Adrien René Franchet. Meconopsis betonicifolia ingår i släktet bergvallmor, och familjen vallmoväxter. Inga underarter finns listade i Catalogue of Life.

## Bildgalleri

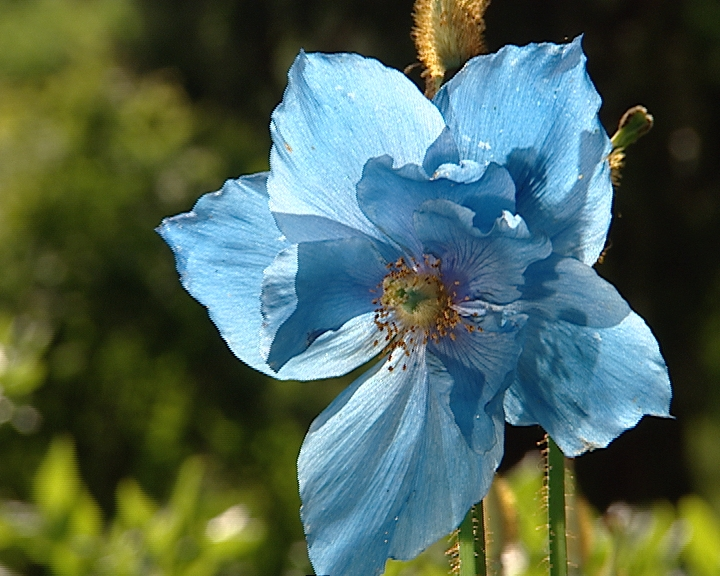
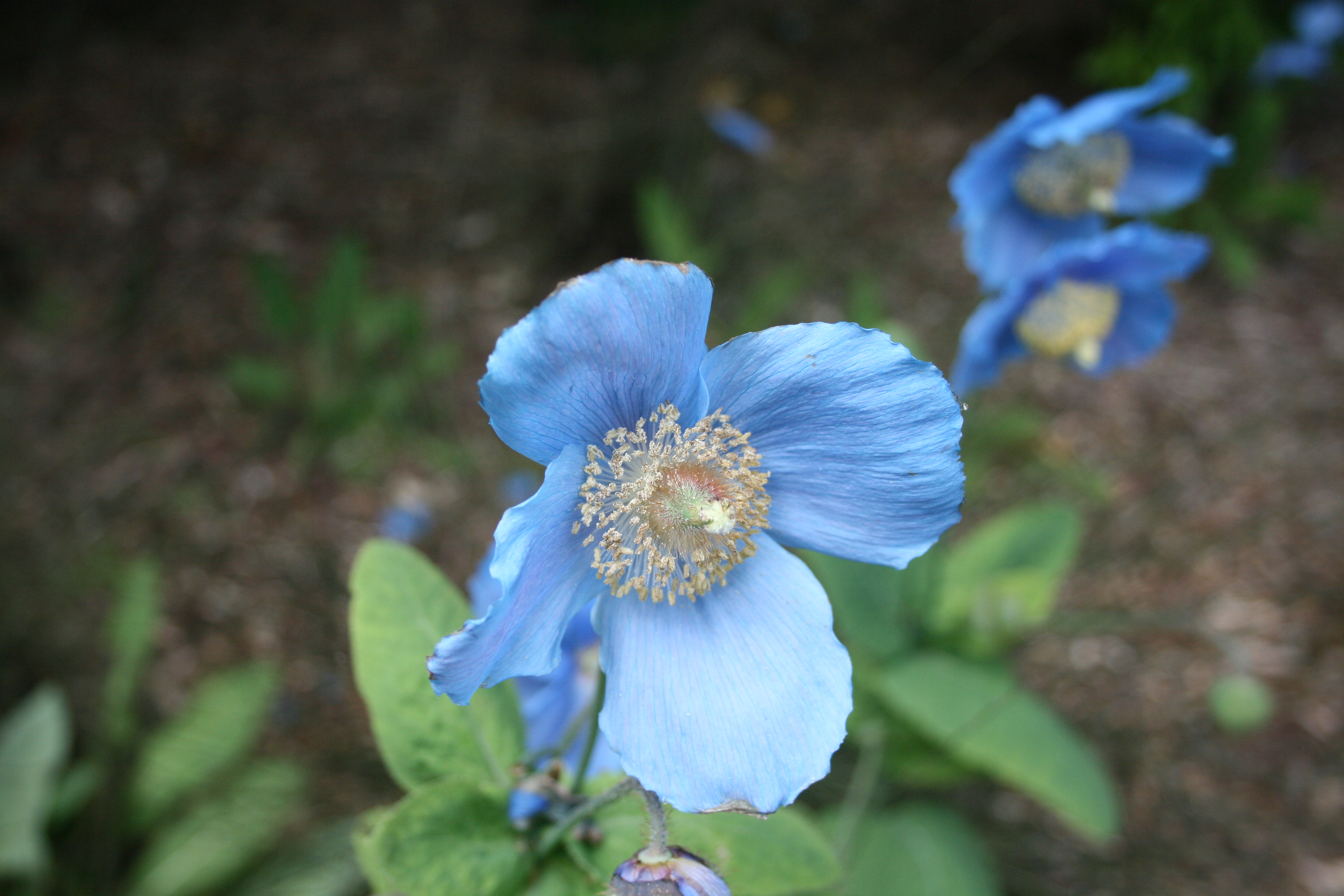
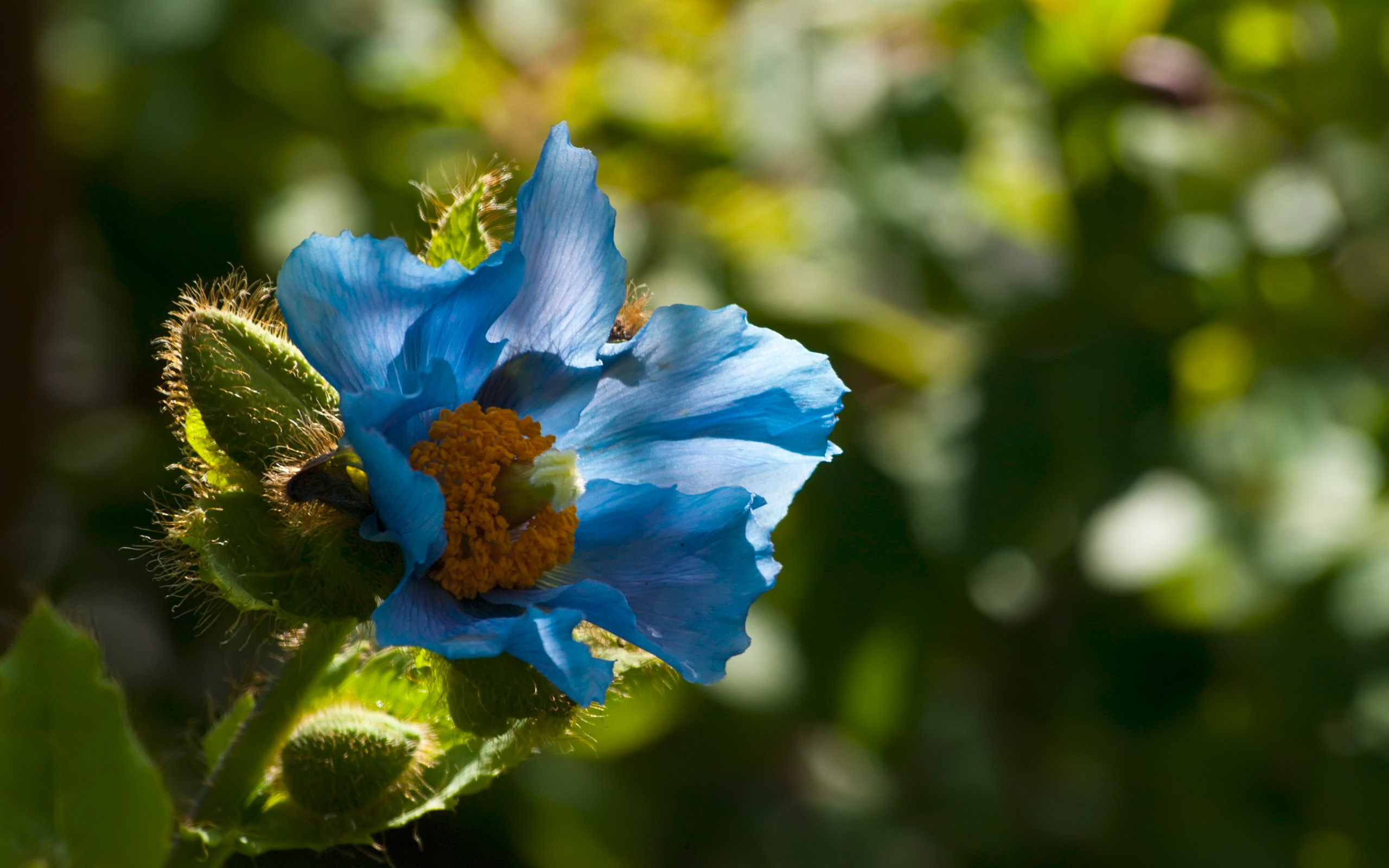
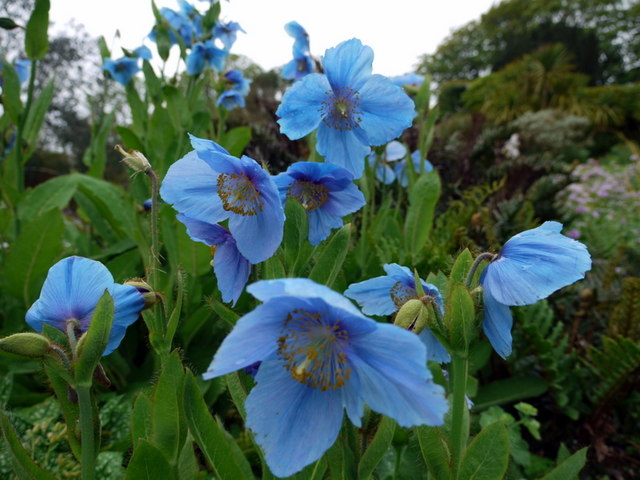
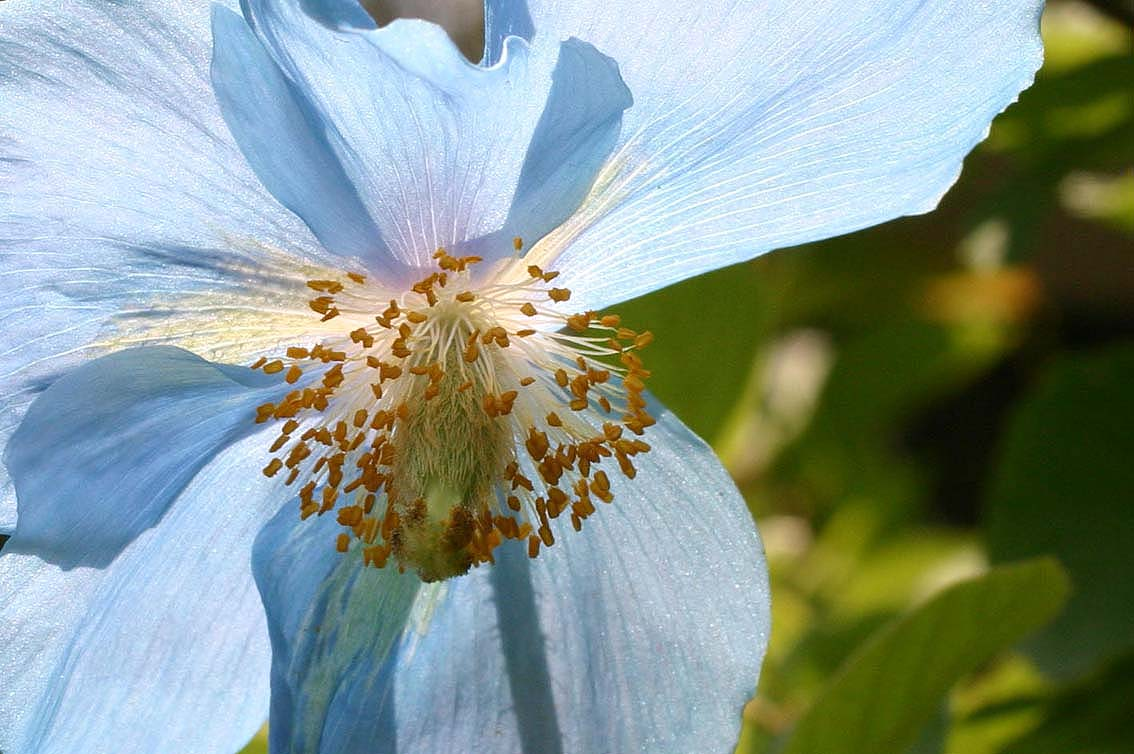
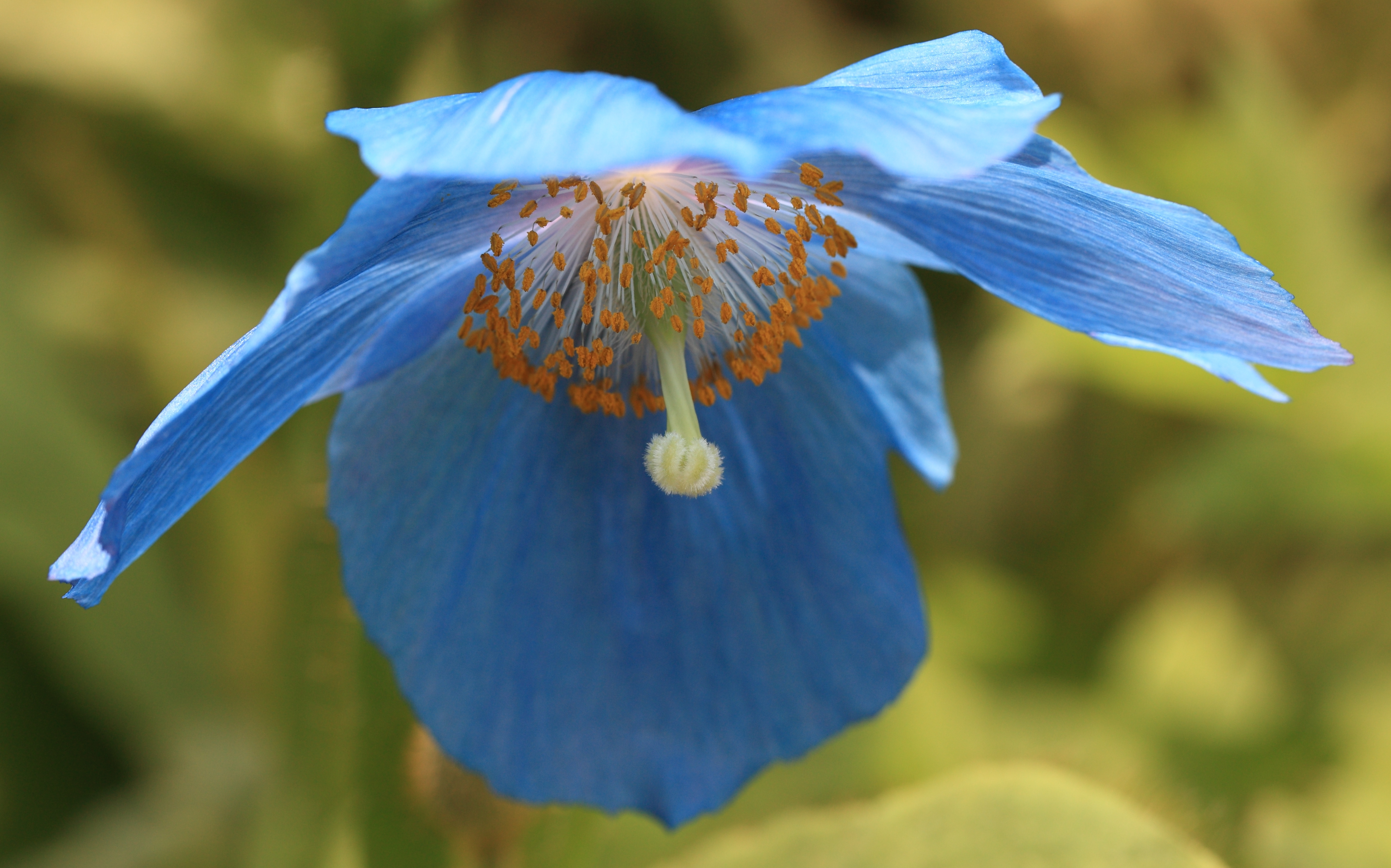